# Terrestricytheridae
Terrestricytheridae is een familie van kreeftachtigen uit de klasse van de Ostracoda (mosselkreeftjes).

## Geslacht
- Terrestricythere Schornikov, 1969